# Fiodor Černych
Fiodor Černych (rusky Фёдор Иванович Черных, Fjodor Ivanovič Černych; * 21. května 1991 Moskva) je litevský profesionální fotbalista ruského původu, který hraje na pozici křídelníka kyperský klub AEL Limassol a za litevský národní tým, jehož je kapitánem.

## Klubová kariéra
V Litvě působil v týmu Granitas Vilnius. V letech 2009–2014 hrál v Bělorusku v klubu FK Dněpr Mohylev, z něhož v roce 2012 hostoval v FK Naftan Novopolock. Sezónu 2014/15 odehrál v polském mužstvu Górnik Łęczna. 
V srpnu 2015 podepsal tříletý kontrakt s jiným polským týmem Jagiellonia Białystok.
V lednu 2018 odešel do ruského prvoligového klubu FK Dynamo Moskva, kde podepsal smlouvu na tři roky.

## Reprezentační kariéra
V A-mužstvu litevské reprezentace debutoval 14. 11. 2012 v přátelském utkání v Jerevanu proti týmu Arménie (prohra 2:4).